# Synagoga Mickve Israel w Savannah
Synagoga Mickve Israel w Savannah – synagoga ortodoksyjna położona w mieście Savannah w stanie Georgia.
Synagoga została założona w 1733 roku, co czyni ją jedną z najstarszych synagog na terenie Stanów Zjednoczonych. Obecnie synagoga znajduje się na placu klasztornym zbudowanym w 1847 roku. W 1878 roku synagoga przeszła modernizację w stylu gotyckim i w obecnej formie istnieje do dziś.
W budynku synagogi odprawiane są regularnie nabożeństwa oraz spotkania kworów modlitewnych.